# Madonna di Foligno
Madonna di Foligno – obraz Rafaela namalowany w latach 1511–1512 roku, znajdujący w zbiorach Pinakoteki Watykańskiej.
Obraz został zamówiony przez sekretarza i przyjaciela Juliusza II, Sigismondo Conti, do kościoła Matki Bożej Ołtarza Niebiańskiego w Rzymie. Zamawiając obraz Conti pragnął podziękować Matce Bożej za ocalenie swojej posiadłości w Conti przed zniszczeniem w wyniku uderzenia pioruna.
W obrazie tym Rafael nawiązał bezpośrednio do stylu malarzy weneckich. Postać Marii została umieszczona w górnej części obrazu, na tronie z chmur, za jej plecami znajduje się złoty krąg stanowiący źródło światła rozjaśniającego całą scenę. Maria jest ukazana jako kobieta łagodna i skromna, pełni ona rolę królującej matki Chrystusa. W dolnej części znajdują się postacie Jana Chrzciciela, św. Franciszka oraz św. Hieronima, który poleca Madonnie donatora. Św. Franciszek klęczy, jedną rękę wnosi ku górze, wzrok kieruje w stronę Marii. Na dole w centrum stoi aniołek. Wpatruje się w Marię, w dłoniach trzyma małą tablicę z przeznaczeniem pod podpis. Najwyraźniejszą analogią do malarstwa weneckiego, szczególnie prac Giorgionego, jest ukazany w tle pejzaż, na którym można dostrzec błyskawicę uderzającą w dom zleceniodawcy. Uderzenie to nie spowodowało żadnych szkód i to właśnie zdarzenie skłoniło Sigismondo Conti do ufundowania tego obrazu ołtarzowego.